# El Alto
El Alto è un comune (municipio in spagnolo) della Bolivia nella provincia di Pedro Domingo Murillo (dipartimento di La Paz) con 960.765 abitanti (dato 2010).
Da una stima effettuata dall'INE, la città conterebbe, nel 2007, 864.575 abitanti contro gli 839.718 della capitale, superandola e diventando così la seconda città più popolata della Bolivia dopo Santa Cruz de la Sierra. Assieme a La Paz costituisce il nucleo abitativo più popoloso della nazione (oltre 2.300.000 abitanti). El Alto è inoltre la città con una popolazione superiore ai 100.000 abitanti più alta al mondo.
Nonostante la crescita della popolazione, la città continua ad essere una delle città più povere del Paese: il 49% della popolazione vive in povertà moderata, il 25,6% è vicino alla povertà e il 17% è indigente. Il 66,9% degli abitanti non riesce a soddisfare le esigenze primarie.
Inoltre, secondo gli indicatori forniti dall'amministrazione municipale, circa 200.000 persone non hanno accesso all'acqua potabile, in particolar modo nei sobborghi periferici.
Secondo i dati del censimento 2001, il 74% degli abitanti si riconosce nell'appartenenza all'etnia aymara, il 6% quechua e il restante 19% non si riconosce nell'appartenenza ad alcuna etnia indigena.

## Geografia

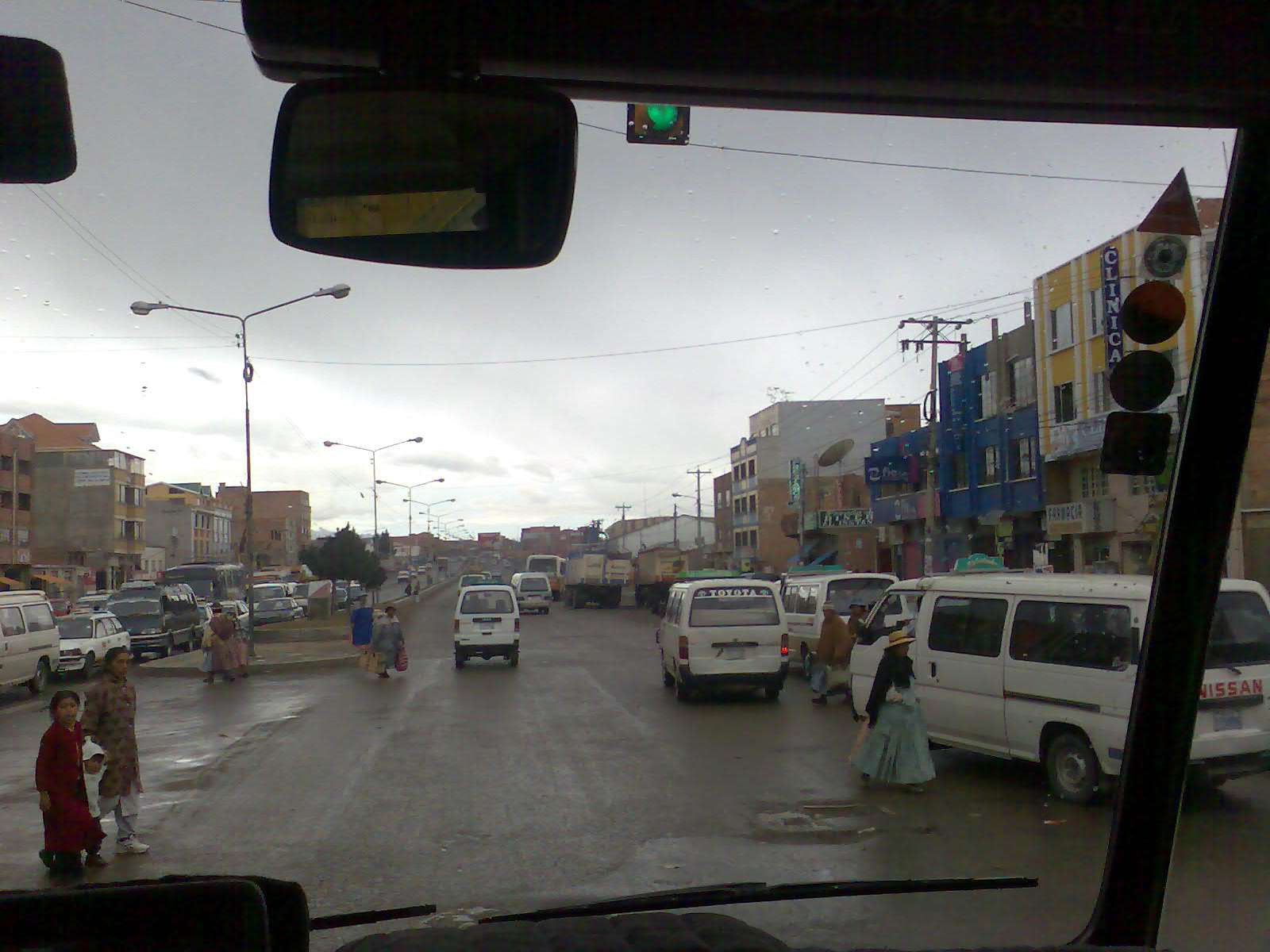
Lungo la strada principale.

Si trova ad un'altitudine che spazia dai 3.850 ai 4.150 m sul livello del mare ed è posta all'imboccatura della fenditura del Rìo Choqueyapu nella quale si trova La Paz. La zona centrale è nota come La Ceja (il sopracciglio, in spagnolo) ed è sede di un vivace mercato. Altre zone importanti sono: Ciudad Satélite, Villa Exaltación, Villa Adela, Villa Alemania, Villa Dolores, El Kenko, Alto Lima, Senkata, Nuevos Horizontes.

## Storia

### Il primo nucleo
Il nucleo abitato nacque attorno agli inizi del XX secolo. Da quando, cioè, furono costruite le ferrovie La Paz-Guaqui (1904), La Paz-Arica (Cile) (1904) e la Bolivia Railway, le quali transitavano tutte per la zona sovrastante La Paz. I lavoratori addetti alla costruzione, alla manutenzione, al cambio e il capo-stazione vivevano in quel luogo.
Anche gli aviatori iniziarono a frequentare il luogo da quando venne costruita la pista di atterraggio. Nel 1935 due compagnie locali, la Braniff e la Panagra, operavano voli a partire da quella pista. Il governo di Enrique Peñaranda (1940-1943) mise in scena la prima parata militare nella zona della base aerea costituita presso la pista. Gli abitanti di La Paz salirono quindi a El Alto per prendere parte alla dimostrazione.

### Sviluppo
I primi insediamenti, a partire dagli anni quaranta, furono nell'attuale quartiere centrale di La Ceja con la migrazione di ex-contadini ed ex-minatori provenienti da villaggi poveri dell'altipiano, che intendevano avvicinarsi alla città di La Paz. A partire da quel periodo, l'allora proprietario di quella zona, Julio Téllez García, cominciò a vendere i lotti di terreno a 0,50 centavos (centesimi di Boliviano).
Il problema più importante riguardava la carenza di acqua potabile che veniva trasportata in bidoni di latta dalla zona Munaypata di La Paz. L'acqua costituiva addirittura merce di scambio e poteva essere barattata, ad esempio, con una tazza di caffè presso la stazione ferroviaria. Molti capirono la centralità del problema, tra i quali Enrique Hertzog, candidato per il congresso, che, non appena venne eletto, fece portare carri pieni di acqua, come promesso in campagna elettorale.

### Rivoluzione
Nel 1952, quando i dissidenti del regime militare comandato da Hugo Banzer erano circondati dai militari, i minatori di Milluni passarono per La Ceja e dirottarono l'esercito appoggiando quindi la rivoluzione.

### Riconoscimento della città di El Alto
Nel 1957 si costituì il Consiglio Centrale dei Residenti che portò alla costituzione della Quarta Sezione della Provincia di Murillo e al riconoscimento di El Alto come capoluogo che avvenne il 6 marzo 1975.
I quechua che abitavano la zona, chiamarono il luogo Alaj Pacha (terra in cielo). Successivamente venne chiamata Cruz Pata (con la croce sopra) per il monumento dedicato al Sacro Cuore di Gesù. Venne poi chiamata Altupata Marka (villaggio di sopra).
Considerata per decenni una città dormitorio, nel 1984 El Alto divenne ufficialmente un municipio. Il 26 settembre 1988, la legge 561 riconobbe a El Alto il rango di città.
La diocesi di El Alto, creata su disposizione del Papa Giovanni Paolo II nel 1994, fissa come giurisdizione le seguenti province del dipartimento di La Paz: Los Andes, Ingavi, Manco Kapac, Omasujos, Camacho, Muñecas e parte di Murillo. Si tratta del primo riconoscimento della città come ideale capitale del popolo andino della Bolivia.

### Proteste degli anni 2000
El Alto, nel 2003, fu al centro della Guerra del Gas. Si trattò di violenti proteste represse con la legge marziale, promulgata il 12 ottobre 2003, che portò a decine di morti. A seguito di ciò, Gonzalo Sánchez de Lozada, l'allora Presidente della Repubblica, oggi accusato di genocidio e massacro, si dimise e si esiliò negli Stati Uniti.
Anche nel 2005 gli alteños si sono mobilitati, con le proteste che hanno portato alle dimissioni del successore di Gonzalo Sánchez de Lozada, Carlos Mesa. Gli abitanti di El Alto hanno manifestato per la nazionalizzazione degli idrocarburi. Decine di migliaia di alteños, guidati da Evo Morales, hanno marciato per La Paz ed El Alto bloccando strade e paralizzando la città per giorni costringendo Mesa alle dimissioni. Il successore, Eduardo Rodríguez Veltzé, è stato nominato dal congresso, con il solo compito di indire nuove democratiche elezioni; a causa della paralisi della capitale, il congresso è stato costretto a riunirsi a Sucre, a circa 700 km di distanza.
Si è quindi proceduto a nuove elezioni che hanno portato la poltrona di presidente al leader delle proteste partite da El Alto, Evo Morales, il primo indigeno eletto a capo dello stato.

## Infrastrutture e trasporti

### Aeroporti

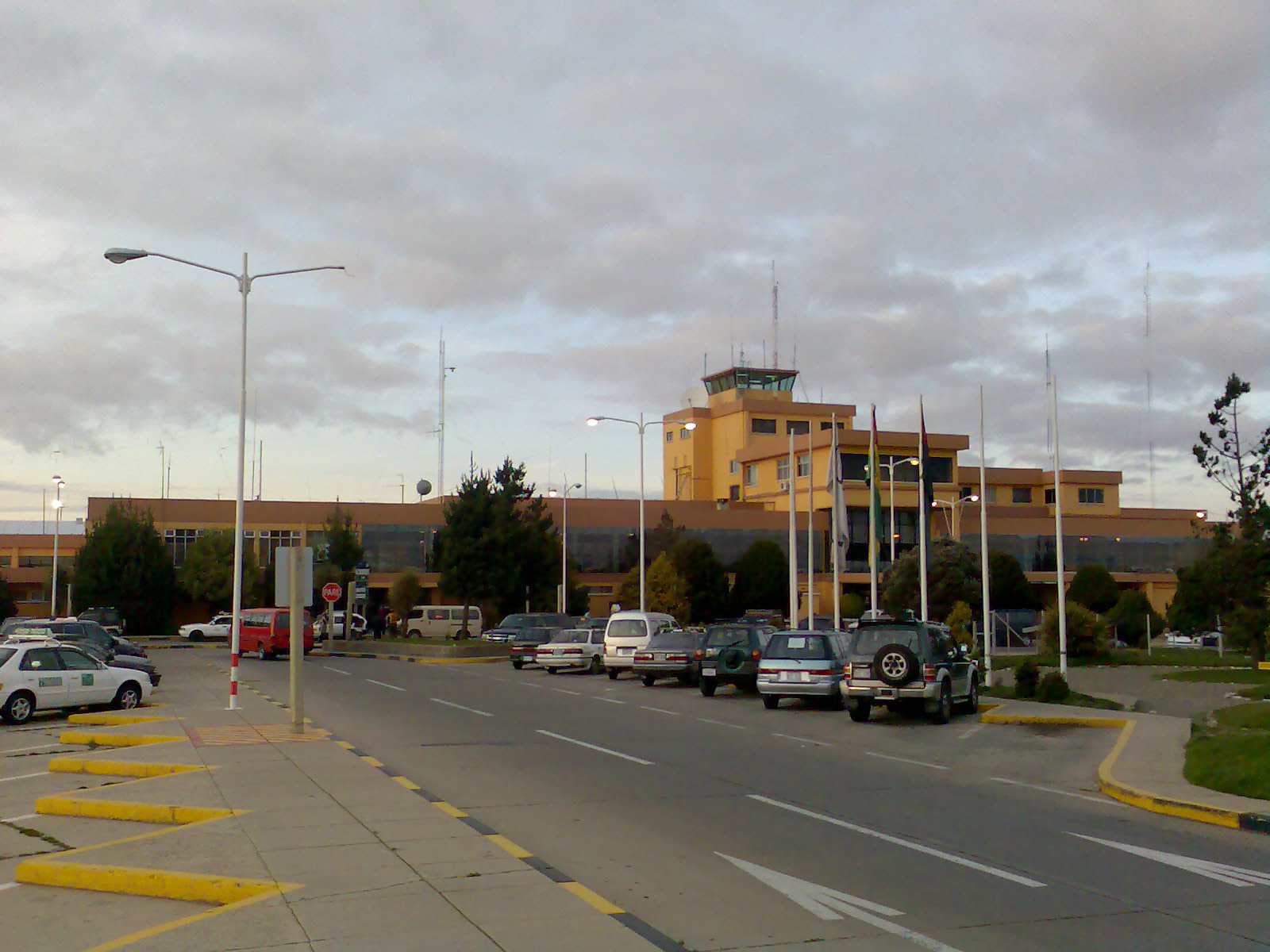
Aeroporto Internazionale di El Alto

L'Aeroporto Internazionale di El Alto (codice IATA: LPB - codice ICAO: SLLP) è uno dei due più importanti della Bolivia (assieme all'Aeroporto Internazionale di Viru Viru di Santa Cruz de la Sierra) e collega la città di La Paz ad altre città della Bolivia, dell'America Latina, degli Stati Uniti e, seppur con frequenza minore, dell'Europa. A seguito degli scontri e dei bloqueos avvenuti durante le manifestazioni dei primi mesi del 2005, alcuni voli internazionali sono stati spostati all'aeroporto di Santa Cruz, facendo diminuire l'importanza dell'aeroporto di La Paz-El Alto come destinazione internazionale.

## Teleferica
Nel maggio 2014 è stata inaugurata la Teleferica La Paz - El Alto che collega la capitale boliviana con la città di El Alto.

## L'università
El Alto è sede dell'Universidad Pública de El Alto (o UPEA). Conta circa 13.500 studenti, 650 docenti e 20 corsi di laurea.
Nel 1989 le autorità cittadine stipularono una convenzione con la Universidad Mayor de San Andrés di La Paz per la creazione di una sede universitaria con l'istituzione di tre corsi di indirizzo tecnico. Nel 2000 la comunità alteña decide di creare una propria università pubblica ed autonoma e di farla riconoscere dalle istituzioni governative, creando a tal fine un comitato. Dopo dure lotte la neonata università viene riconosciuta il 5 settembre dello stesso anno. Nel 2003 ne viene riconosciuta l'autonomia.
Il 1º ottobre 2008 viene stipulato un accordo con la Sapienza Università di Roma. Si tratta di un protocollo di intesa tra i due atenei teso alla condivisione di esperienze in materia di diritto allo studio, formazione ed educazione. Inoltre si pone come obiettivo anche quello di favorire lo scambio di informazioni e persone (studenti e docenti).
Il 2 marzo 2021 l'istituto è stato teatro di un grave incidente, nel quale 8 studenti sono deceduti precipitando dal quarto piano dell'edificio dopo il crollo delle ringhiere di contenimento.

## Geografia fisica

### Clima
A causa della sua posizione geografica, sono presenti forti venti durante tutto l'arco dell'anno. Durante l'estate australe, le precipitazioni piovose sono quasi quotidiane, mentre durante l'inverno sono più rare.
Le temperature sono relativamente basse, considerando la latitudine: la temperatura media è di 8,2 °C con variazioni notevoli che oscillano dai -4,7 °C del mese di luglio ai 17 °C di dicembre. A causa dell'altitudine, si segnala una forte escursione termica diurna.